# Maira aterrima
Maira aterrima är en tvåvingeart som beskrevs av Hermann 1914. Maira aterrima ingår i släktet Maira och familjen rovflugor. Inga underarter finns listade i Catalogue of Life.